# Joseph Daniel Ohlmüller
Joseph Daniel Ohlmüller (né le 10 janvier 1791 à Bamberg et décédé le 22 avril 1839 à Munich) est un architecte bavarois.

## Éléments biographiques
Il étudie à l'académie des beaux-arts de Munich. Il y suit les cours de Karl von Fischer. Il effecture ensuite un long voyage en Italie où il passe par Florence, Rome et Naples.
Il participe de 1819 à 1830 à la construction de la Glyptothèque de Munich sous la direction de Leo von Klenze. Par la suite en 1826, il devient intendant architectural de la cour de Bavière.
En 1832, il obtient un poste d'inspecteur des travaux civils. Enfin en 1835, il entre au conseil d'archicture du gouvernement.
Son buste se trouve au Ruhmeshalle de Munich.

## Constructions
- Église évangélique de Rinnthal (1831-1834)
- Église Notre-Dame-de-Bon-Secours de Munich (1831-1839), achevée par Georg Friedrich Ziebland
- Église Sainte-thérèse de Hallbergmoos (1833)
- Monument commémoratif de Oberwittelsbach (de) (1835)
- Chapelle Otto de Kiefersfelden (1836)
- Rénovation au château de Hohenschwangau (1837–1839)
- Chapelle byzantine à Possenhofen
- Chapelle mortuaire pour Heinrich Friedrich Karl vom Stein à Frücht près de Bad Ems (1836–1843)
- Alte Saline (de), vieille saline, à Bad Reichenhall (1840–1851)